# Капсель (село)
Капсель (также Копсель) — средневековый населённый пункт, располагавшийся в балке юго-восточного Крыма, впадающей в Капсельскую бухту у мыса Меганом.
Существует версия, что итал. casale de Buzult генуэзских документов (такое название записано в договоре Генуи с Элиас-Беем Солхатским 1381 года, согласно которому «гористая южная часть Крыма к северо-востоку от Балаклавы», с её поселениями и народом, который суть христиане, полностью переходит во владение генуэзцев) соответствует селению, располагавшемуся в Капсельской балке (название выводят от (греч. βυσσός, греч. βαθουλωτός — «Вуссулотос») в значении «углубление», «впадина», записанного латинскими буквами, которое в крымскотатарском преобразованное в Бугас (Богаз), у мыса Рыбачий или Копсель (Капсель). Слово Капсель выводят от греч. κοψιά — «разрез», преобразованное в крымскотатарское Копс-Эль — «край разрезов», указывающее на занятие жителей — добыча и обработка камня.
После разгрома Каффы османами в 1475 году Копсель включили в Судакский кадылык санджака Кефе (до 1558 года, в 1558—1774 годах — эялета) империи. В османских документах селение фигурирует как селение Qopsel (Къопсел), или Kopsut (Копсут) и упоминается в документе 1488 года. По Джизйе дефтера Лива-и Кефе (Османским налоговым ведомостям) 1520 года в селении насчитывалось 117 жителей-христиан (21 двор), а в 1542 году — 110 человек (19 дворов). 
Вновь, как хутор, встречается на Военно-топографической карте 1842 года.  В 1860-х годах, после земской реформы Александра II, Капсель отнесли к Таракташской волости. Согласно «Списку населённых мест Таврической губернии по сведениям 1864 года», составленному по результатам VIII ревизии 1864 года, Копсель — владельческое урочище с 2 дворами и 7 жителями на берегу моря. По обследованиям профессора А. Н. Козловского начала 1860-х годов, селение «…изобилуют родники прекрасной пресной воды». На трёхверстовой карте Шуберта 1865—1876 года обозначен безымянный хутор. По «…Памятной книжке Таврической губернии на 1902 год» в селении числилось 3 жителя в 1 домохозяйстве. В дальнейшем в доступных исторических документах не встречается.